# Loraphodius goniocephalus
Loraphodius goniocephalus är en skalbaggsart som beskrevs av Roth 1851. Loraphodius goniocephalus ingår i släktet Loraphodius och familjen Aphodiidae. Inga underarter finns listade i Catalogue of Life.